# Petr Seiiči Širajanagi
Petr Seiiči Širajanagi (japonsky ペテロ 白柳 誠一 Petero Širajanagi Seiiči, 17. června 1928 Hačiódži – 30. prosince 2009 Tokio) byl japonský římskokatolický kněz, arcibiskup arcidiecéze Tokio, kardinál.

## Biografie
Studoval filozofii na Univerzitě Sophia v Tokiu, poté (v letech 1957 až 1960) na Papežské univerzitě Urbaniana, kde získal doktorát z kanonického práva. Kněžské svěcení přijal 21. prosince 1954 v Tokiu. Působil v tokijské arcidiecézi, dne 15. března 1966 byl jmenován pomocným biskupem Tokia, biskupské svěcení mu udělil internuncius v Japonsku Mario Cagay 8. května téhož roku.
V listopadu 1969 byl jmenován arcibiskupem-koadjutorem Tokia. Po smrti kardinála Petra Doi (21. února 1970) převzal řízení arcidiecéze. V letech 1982 až 1993 byl předsedou Biskupské konference Japonska.
Na konzistoři v listopadu 1994 ho papež Jan Pavel II. jmenoval kardinálem. V únoru 2000 rezignoval na vedení arcidiecéze, jeho nástupcem se stal Peter Takeo Okade. Účastnil se konkláve v roce 2005.